# Alojzy Bruski (1915–1998)
Alojzy Bruski ps. „Skocz” (ur. 8 marca 1915 w Czarnowie, pow. Chojnice, zm. 9 czerwca 1998 w Miastku) – przywódca organizacji konspiracyjnej Iskra, dowódca oddziałów partyzanckich Tajnej Organizacji Wojskowej „Gryf Pomorski”, powojenny działacz społeczny.

## Życiorys
Był synem Feliksa Bruskiego i Łucji z domu Kunca. Uczył się w szkole powszechnej w Czarnowie. Przed wybuchem wojny obronnej 1939 r. studiował w Wolnej Wszechnicy Polskiej w Warszawie.
Po zajęciu Pomorza przez wojska niemieckie, zorganizował organizację konspiracyjną Iskra, która skupiała młodych rolników i młodzież z lokalnych szkół. Wkrótce rozpoczął tajne nauczanie, a także prowadził nasłuch radiowy dzięki skonstruowanemu samodzielnie radioodbiornikowi. W 1940 r. wprowadził swoją organizację do Tajnej Organizacji Wojskowej „Gryf Kaszubski”. Po utworzeniu w lipcu 1941 r. TOW „Gryf Pomorski”, objął funkcję zastępcy komendanta gminnego rejonu Brusy. Został także członkiem komendy powiatowej w Chojnicach, na czele której stał Józef Gierszewski ps. „Ryś” oraz komendantem oddziałów bojowych w rejonie Brus. W 1942 r. Rada Naczelna TOW „Gryf Pomorski” mianowała go komendantem oddziałów partyzanckich na terenie powiatów: Bytów, Człuchów i Miastko. Współpracował z dowódcami partyzanckimi z innych pomorskich organizacji podziemnych, m.in. w lutym 1944 w Borowym Młynie nawiązał kontakt z Leonem Hamerskim ps. „Jotan”, dowódcą batalionu liniowego organizacji Odra z rejonu Białego Boru. W 1944 r. podporządkował podległe sobie oddziały Janowi Szalewskiemu ps. „Soból”, dowódcy zgrupowania partyzanckiego AK pod kryptonimem „Szyszki-103”. W tym czasie został przydzielony jako przymusowy pracownik do gospodarstwa rolnego Jana Skiby znajdującego się przy drodze z Borowego Młyna w stronę Prondzony. Wkrótce w tym rejonie zorganizował nową grupę partyzancką, do której weszli też członkowie rodziny jego gospodarza. Działała ona do zajęcia tych obszarów przez wojska sowieckie na początku 1945 r.
Po zakończeniu działań wojennych A. Bruski w lipcu 1945 r. osiadł w Miastku. 13 lutego 1946 r. wziął ślub z Jadwigą Skibą ps. „Kalina”, córką gospodarza, u którego pracował podczas wojny. Zaangażował się w działalność społeczną, m.in. organizując oświatę powszechną i rolniczą w powiecie bytowskim; stworzył też Gminne Spółdzielnie „Samopomoc Chłopska” w Kołczygłowach i Miastku. W 1960 r. objął funkcję dyrektora Centrali Nasiennej w Miastku. Jednocześnie od końca wojny aż do lat 60. był stale obserwowany przez Urząd Bezpieczeństwa. Było to związane z tym, że jego bratem stryjecznym był tak samo się nazywający Alojzy Bruski ps. „Grab”, „Drwal”, dowódca partyzancki AK oraz członek powojennej partyzantki antykomunistycznej. Został on wprawdzie zabity w więzieniu w 1946 r., ale UB do końca nie było pewne, czy straciło właściwego Alojzego Bruskiego. Alojzy Bruski zmarł 9 czerwca 1998 r. w Miastku, gdzie został pochowany na cmentarzu komunalnym.

## Odznaczenia
- Krzyż Kawalerski Orderu Odrodzenia Polski
- Krzyż Partyzancki
- Medal Zwycięstwa i Wolności 1945
- Złoty Krzyż Zasługi